# Gemma Chan
Chan (em chinês tradicional:陳靜; em chinês simples:陈静; Londres, 29 de novembro de 1982) é uma atriz sino-britânica. Popularmente conhecida por fazer o papel de Sersi em Eternals, do Universo Cinematográfico da Marvel.

## Biografia
Gemma Chan nasceu no Guy's Hospital, em Londres. É de ascendência chinesa. Seu pai cresceu em Hong Kong e era engenheiro. Seus avós maternos imigraram da China Continental para a Escócia através de Hong Kong. Sua mãe cresceu em Greenock. Gemma foi criada perto de Sevenoaks, uma cidade ao oeste de Kent, no Sudeste da Inglaterra.

## Vida pessoal
Em setembro de 2013, Chan apareceu no Old Bailey, no centro de Londres, como uma testemunha de um esfaqueamento fatal fora da estação de metrô de Putney Bridge. Em dezembro de 2017, ela terminou seu namoro de seis anos com Jack Whitehall, devido às agendas lotadas de ambos. Em dezembro de 2018, fez sua primeira aparição pública com Dominic Cooper como um casal nos British Fashion Awards..

## Filmografia

### Cinema
| Ano  | Título                                  | Papel              | Notas |
| ---- | --------------------------------------- | ------------------ | ----- |
| 2006 | When Evil Calls                         | Molly Nelson       |       |
| 2009 | Exam                                    | Mulher chinesa     |       |
| 2010 | Pimp                                    | Bo                 |       |
| 2010 | Shanghai                                | Shin Shin          |       |
| 2010 | Submarine                               | Kim-Lin            |       |
| 2013 | The Double                              | Glamorous Judge    |       |
| 2014 | Jack Ryan: Shadow Recruit               | Amy Chang          |       |
| 2015 | Families                                | Chen-Lin           |       |
| 2016 | Fantastic Beasts and Where to Find Them | Madam Ya Zhou      |       |
| 2017 | Transformers: The Last Knight           | Quintessa          |       |
| 2017 | Stratton                                | Aggy               |       |
| 2018 | Crazy Rich Asians                       | Astrid Leong-Teo   |       |
| 2018 | London Fields                           | Petronella         |       |
| 2018 | Mary Queen of Scots                     | Elizabeth Hardwick |       |
| 2018 | Intrigo: Dear Agnes                     | Henny              |       |
| 2019 | Mr. Malcolm's List                      |                    | Curta |
| 2019 | Capitã Marvel                           | Minn-Erva          |       |
| 2020 | Let Them All Talk                       | Karen              |       |
| 2021 | Raya e o Último Dragão                  | Namaari            | Voz   |
| 2021 | Eternos                                 | Sersi              |       |
| 2022 | Don't Worry Darling                     | Shelley            |       |

### Televisão
| Ano       | Título                      | Papel                | Nota                                                      |
| --------- | --------------------------- | -------------------- | --------------------------------------------------------- |
| 2006      | Project Catwalk             | Ela mesma            | 10 episódios; finalista                                   |
| 2009      | Doctor Who                  | Mia Bennett          | Episódio: Autumn 2009 Special "The Waters of Mars"        |
| 2010      | The IT Crowd                | Ivana / Female Sulu  | Episódios: "The Final Countdown", "Reynholm vs. Reynholm" |
| 2010      | Sherlock                    | Soo Lin Yao          | Episódio: "The Blind Banker"                              |
| 2011      | Secret Diary of a Call Girl | Charlotte            | Regular (4ª temporada)                                    |
| 2011      | Fresh Meat                  | Ruth                 | Recorrente                                                |
| 2012      | Bedlam                      | Kiera                | Regular (2ª temporada)                                    |
| 2012      | True Love                   | Kathy                | Minissérie para a televisão                               |
| 2013      | Shetland                    | Hattie James         | Série para a televisão                                    |
| 2013      | Death in Paradise           | Jennifer Cheung      | Segunda temporada, episódio 7                             |
| 2013      | Dates                       | Erica                | Episódios: "Erica and Kate", "Erica and Callum"           |
| 2014      | The Game                    | Chen Mei             | Minissérie para a televisão                               |
| 2015–2018 | Humans                      | Anita/Mia            | Protagonista                                              |
| 2015      | Brotherhood                 | Miss Pemberton       | Recorrente                                                |
| 2016      | Revolting Rhymes            | Branca de Neve (voz) |                                                           |
| 2018      | Watership Down              | Dewdrop (voz)        |                                                           |
| 2019      | I am Hannah                 | Hannah               | Filme para a televisão                                    |

### Rádio
| Ano  | Título                                      | Papel | Transmissão            |
| ---- | ------------------------------------------- | ----- | ---------------------- |
| 2008 | Turandot                                    |       | Hampstead Theatre      |
| 2012 | The Sugar-Coated Bullets of the Bourgeoisie |       | Finborough Theatre     |
| 2013 | Yellow Face                                 |       | The Park Theatre       |
| 2013 | Our Ajax                                    | Atena | Southwark Playhouse    |
| 2014 | Yellow Face                                 |       | Royal National Theatre |
| 2015 | The Homecoming                              | Ruth  | Trafalgar Studios      |